# Label Switched Path
Un Label Switched Path, o abbreviato LSP è un cammino attraverso una rete MPLS, impostata da un protocollo di segnalazione come LDP, RSVP-TE, BGP o CR-LDP. L'LSP viene anche chiamato tunnel MPLS poiché è opaco rispetto agli altri livelli.

## Funzionamento
Il percorso è basato su criteri di classe di equivalenza in progressione (FEC, forwarding equivalence class). Il percorso inizia dal Label Edge Router (LER) che compie una decisione sull'etichetta da attribuire ad un pacchetto, basandosi su un FEC appropriato. Il pacchetto quindi prosegue verso il router successivo, che sostituisce l'etichetta del pacchetto con un'altra e continua verso il router seguente. L'ultimo router nel percorso rimuove l'etichetta e va avanti basandosi sull'intestazione (header) del successivo livello, per esempio IPv4.